# Samotišky
Samotišky, bis 1992 Samotíšky (deutsch Samotischek, Samotiske, 1939–1945 Einöd) ist eine Gemeinde in Tschechien. Sie liegt sieben Kilometer nordöstlich von Olomouc und gehört zum Okres Olomouc.

## Geographie
Samotišky befindet sich am westlichen Fuße der Radíkovská vrchovina (Radikauer Bergland) über der Obermährischen Senke (Hornomoravský úval). Nordöstlich erhebt sich der Svatý kopeček (412 m). Gegen Nordosten erstreckt sich der Zoo Olomouc.
Nachbarorte sind Tovéř und Dolany im Norden, Nové Sady und Véska im Nordosten, Radíkov und Svatý Kopeček im Osten, Lošov im Südosten, Bukovany und Droždín im Süden, Chválkovice im Südwesten, Týneček im Westen sowie Hlušovice im Nordwesten.

## Geschichte
In der Tongrube aufgefundene Reste einer slawischen Siedlungsstätte lassen annehmen, dass das Dorf im 9. Jahrhundert zum Ende der Gründung von Stammessiedlungen entstanden ist. Die erste urkundliche Erwähnung von Semitesicih erfolgte 1141 in einem vom Olmützer Bischof Heinrich Zdik anlässlich der Verlegung des Bischofssitzes zum neuen Wenzelsdom erstellten Güterverzeichnis, in dem zwei Vorwerke als Besitz der Kirche aufgeführt sind. Im Jahre 1239 wurde der Ort als Semithes, 1275 als Semitesiz, 1508 als Samotyasek prope Dolan, ab 1517 als Samotížky, Samotíšky bzw. Zamotissek, ab 1673 als Samotischek, 1677 als Samotisko und ab 1771 als Samotischka bzw. Samotíšek bezeichnet. Während der Hussitenkriege war das Dorf von der Belagerung von Olmütz durch die Prager Hussiten und 1425 von der Eroberung der Kartause Dolany betroffen. Seit der zweiten Hälfte des 16. Jahrhunderts ist der Freihof nachweisbar, der später auch als Erbgericht fungierte. Im Jahre 1629 machte der als Weinhändler in Olmütz zu Reichtum gelangte Jan Andrýsek sein Jahre zuvor in der Wallfahrtskirche St. Martin auf dem Lilienberg bei Lultsch abgegebenes Gelübde wahr und ließ auf dem Hügel südöstlich von Samotischek eine Marienkapelle errichten. Nachdem deren Bau 1633 vollendet war, kaufte Andrýsek vom Kloster Hradisko das Erbgericht Samotischek. Während der schwedischen Besetzung von Olmütz brannte die Kapelle auf der Svatá hora 1645 ab und auch das Erbgericht wurde verwüstet. Andrýsek gab daraufhin den Freihof an die Prämonstratenser in Hradisko zurück und erbat deren Unterstützung zum Wiederaufbau der ausgebrannten Kapelle. Die Matriken wurden ab 1642 in Jívová und Dolany geführt. Für den Bau der neuen Wallfahrtskirche auf dem Heiligberg hatten die Bewohner des Ortes ab 1669 Frondienste zu leisten. Bei der Einführung der Hausnummern im Jahre 1771 bestand Samotischek aus 32 Anwesen. Nach der Aufhebung des Priorats Heiligberg wurde die Wallfahrtskirche 1785 zur Pfarrkirche erhoben, zu deren Sprengel auch Samotischek gehörte. Gleichzeitig wurde in Heiligberg auch eine Pfarrschule eingerichtet. Nachdem 1788 der Meierhof Heiligberg parzelliert worden war, entstand östlich von Samotischek die neue Ansiedlung Mariendorf. Bis zur Mitte des 19. Jahrhunderts gehörte Samotischek zu den Präbenden des Olmützer Domkapitels. 
Nach der Aufhebung der Patrimonialherrschaften bildete Samotišky / Samotischek ab 1850 eine Gemeinde in der Bezirkshauptmannschaft Olmütz. Zu dieser Zeit hatte der Ort 699 Einwohner. Im Jahre 1856 zerstörte ein Großfeuer 31 Anwesen. Während des Deutschen Krieges brach 1866 eine Choleraepidemie aus, bei der 75 Einwohner verstarben. 1899 wurde in Samotišky eine eigene Dorfschule eingerichtet. Ab 1921 gehörte die Gemeinde unter dem Namen Samotíšky zum Okres Olomouc-venkov. Während der deutschen Besetzung erhielt das Dorf den deutschen Namen Einöd. Der Kindergarten wurde 1939 eingerichtet. Nach dem Ende des Zweiten Weltkrieges wurde der deutsche Verwalter des Erbgerichtes (Edwin Anton Lachnit, der den Hof seit 1926 gepachtet hatte) vertrieben und das Gut verstaatlicht. 1950 kam Samotíšky zum Okres Olomouc-okolí und seit dessen Aufhebung im Jahre 1961 gehört der Ort zum Okres Olomouc. Im Jahre 1974 wurde Samotíšky nach Olomouc eingemeindet. Die Ziegelei stellte 1977 den Betrieb ein. Zu Beginn des Jahres 1993 löste sich der Ort wieder von Olomouc los und bildet seither unter dem Namen Samotišky eine eigene Gemeinde.

## Gemeindegliederung
Für die Gemeinde Samotišky sind keine Ortsteile ausgewiesen.

## Sehenswürdigkeiten
- Zweitürmige Basilika Mariä Heimsuchung in Svatý Kopeček, sie befindet sich unmittelbar am südöstlichen Ortsausgang
- Historische Lindenallee zur Basilika Mariä Heimsuchung, von der ursprünglich bis Klášterní Hradisko führenden Allee ist nur ein Teilstück erhalten
- Kapelle der hl. Anna und des hl. Florian, erbaut 1730
- Kreuz vor der Kapelle, errichtet 1872 vom Bürgermeister Robert Theimer zum Gedenken an seine Frau
- Hussitische Kapelle, erbaut 1931
- Erbgericht, das seit der zweiten Hälfte des 16. Jahrhunderts nachweisbare Hof war einer von elf Freihöfen auf der Herrschaft des Klosters Hradisko. Zu den Besitzern gehörten ab 1633 der Olmützer Weinhändler Jan Andrýsek und von 1670 bis 1849 die Familie Theimer. Nach dem Zweiten Weltkrieg wurde der Hof verstaatlicht. Die Wirtschaftsgebäude wurden als Kino, Spritzenhaus und Verkaufsstelle genutzt, das Hauptgebäude bezog das Gemeindeamt. 1977 wurde der Kindergarten in das Hauptgebäude verlegt und wenig später das Objekt an das Referat Schulwesen der Stadt Olomouc übertragen.
- Bildstock St. Peter und Paul, er wurde zwischen 2002 und 2004 als Nachbildung des in Starý Jičín stehenden Originales geschaffen
- Fünf Statuen mit Darstellungen von Ereignissen der letzten Lebenstage Jesu Christi, aus dem 17. und 18. Jahrhundert. Sie zeigen das Gebet auf dem Ölberg, die Geißelung, die Dornenkrönung, den Weg mit dem Kreuz nach Golgatha sowie die Kreuzigung.
- Säule der Jungfrau Maria mit dem Jesuskind
- Statue des hl. Judas Thaddäus
- Statue des hl. Johannes von Nepomuk
- Zoo Olmütz, er wurde 1952 gegründet
- Aussichtsturm Svatý Kopeček auf dem Svatý kopeček im Zoo-Gelände, die Stahlkonstruktion entstand zwischen 1972 und 1974

## Söhne und Töchter der Gemeinde
- Jan Andrýsek (1595–1673), Olmützer Weinhändler, Sohn des Olmützer Stadtschreibers Samuel Andrýsek und Stifter der Marienkapelle auf dem Heiligberg[5]
- Jiří Stejskal (1948–1988), Maler